# Dendromus mystacalis
Dendromus mystacalis es una especie de roedor de la familia Nesomyidae.

## Distribución geográfica
Se encuentran en Angola, República Democrática del Congo, Etiopía, Kenia, Lesoto, Malaui, Mozambique,   Ruanda, Sudáfrica, Suazilandia, Tanzania, Uganda, Zambia, y Zimbabue.

## Hábitat
Su hábitat son los terrenos de sabanas secas y húmedas. 